# Capurodendron delphinense
Capurodendron delphinense är en tvåhjärtbladig växtart som beskrevs av Aubrev. Capurodendron delphinense ingår i släktet Capurodendron och familjen Sapotaceae. Inga underarter finns listade i Catalogue of Life.